# قلمروهای آردا
در این صفحه، فهرستی از قلمروهای سرزمین آردا مربوط به رشته‌افسانه‌های تالکین ارائه شده‌است.

## دوره نخستو پیش از آن

### قلمروهایکوتوله‌ها
- تنهاکوه
- موریا (سرزمین میانی)
- Nogrod
- Belegost

### قلمروهایمورگوت
- انگباند

### قلمروهایالف‌ها

#### قلمروهاینولدوری
- هیتلوم
  - دور-لومین
  - Nevrast
- نارگوتروند
- دورتونیون
- Tol Sirion
- گوندولین
- March of Maedhros
- بلریاند شرقی
  - Himlad
  - Thargelion
  - Maglor's Gap

#### قلمروهایسینداری
- فالاس
- اگلادور بعدها با نام دوریات

#### قلمروهایآواریوناندوری
- لوتلورین
- Ossiriand
- مکان‌های فرعی در سرزمین میانه
- Nan Elmoth

#### قلمروهایتلری‌ها
- تول ارسئا

### قلمروهایاداین
- Estolad (until c. 450)
- هیتلوم (inhabited by men c. 400)
- Brethil (after c. 400)
- Ladros (after c. 400)

### قلمروهایانت ها
- جنگل های اریادور
- جنگل فانگورن
- جنگل های جنوب بلریاند

### قلمروهایوالار
- آمان (سرزمین میانه)
- آردا
- والینور

## پیشینه آردا

### Realms of Men

#### نومنور
- نومنور (founded 32, destroyed 3319)
  - مکان‌های فرعی در سرزمین میانه originally Vinyalondë (foresting colony, founded c. 1000)
- آرنور (first colonized c. 800, founded 3320 by الندیل)
- گاندور (first colonized c. 1100, founded 3320 by Elendil)
- Umbar  (first colonized c. 1100, founded c. 3220 by  Black Númenóreans )

#### Others
- " Dead Men " of the کوه‌های سپید (سرزمین میانی)
- Men of the First and Third Houses in Eriador (merged with Arnor)
- Men of the خاندان هالت in مکان‌های فرعی در سرزمین میانه and مکان‌های فرعی در سرزمین میانه (later انسان (سرزمین میانی))
- Drúedain of Drúwaith Iaur and Drúadan Forest
- Lossoth of Forodwaith

### Realms of the Elves

#### Avarin and Nandorin realms
- Lórinand (after c. 1400 لوتلورین)
  - مکان‌های فرعی در سرزمین میانه (southern 'colony' of Lórinand)

#### Noldorin realms
- هولین (until 1697)
- Lindon

#### Sindarin realms
- میرک‌وود (of فهرست الف‌های سرزمین میانی)

## پیشینه آردا

### قلمروهای انسان ها

#### دونداینها و همپیمانان شان
- گاندور
  - Dol Amroth  (de facto independent realm)
  - Umbar  (943–1447 and 1810–1944 only)
- آرنور (divided 861)
  - آرنور (until 1975)
  - آرنور (until c. 1410)
  - آرنور (until 1409)
- Kingdom of Rhovanion  (until 1851)
- Éothéod  (until 2510), afterwards:
  - روهان
- مکان‌های فرعی در سرزمین میانه and Esgaroth (c. 2940 onwards)
- بری (سرزمین میانی) (shared with Hobbits)
- مکان‌های فرعی در سرزمین میانه

#### دیگران
- Harad
- Umbar (until 943, 1447–1810 and 1944 onwards  Corsairs of Umbar )
- مکان‌های فرعی در سرزمین میانه
- Rhûn
- Forodwaith

### قلمروهای الف ها

#### نولدورin,سیندارin, and SindarizedNandorin realms
- Lindon
- لوتلورین
- Northern Mirkwood (of تراندوئیل)
- ریوندل

### قلمروهای هابیت ها
- Gladden Fields
- شایر (سرزمین میانه)
- بری (سرزمین میانی) (مشترک با انسان ها)
- شایر (سرزمین میانه)

### Realms of the Ents
- Fangorn forest  and possibly the Old Forest

## دوره چهارم

### قلمروهای انسان ها
- Reunited Kingdom of Gondor and Arnor

Containing within it, the autonomous realms of:
- گاندور (Drúedain)
- شایر (سرزمین میانه) (Hobbits)
- Treegarth of آیزنگارد (انت ها)

- روهان
- Harad
- مکان‌های فرعی در سرزمین میانه
- Rhûn
- موردور
- مکان‌های فرعی در سرزمین میانه و Esgaroth
- مکان‌های فرعی در سرزمین میانه

### قلمروهای الف ها
- Greenwood the Great
- لورین و دو سوی آندوئین
- Elves of ایتیلین
- Remnant of Lindon